# Friedhof Pankow V
Der Friedhof Pankow V ist ein landeseigener Friedhof des Bezirks Pankow in Berlin. Er liegt nördlich der Kreuzung von Germanenstraße und Tuchmacherweg, etwa einen Kilometer vom Friedhof Pankow III entfernt in Richtung Wilhelmsruh. Mit dem 1. August 2007 wurde der Friedhof geschlossen. Berliner Friedhöfe sind durch die historische Entwicklung der Stadt zahlreich und über das Stadtgebiet verteilt.

## Geschichte

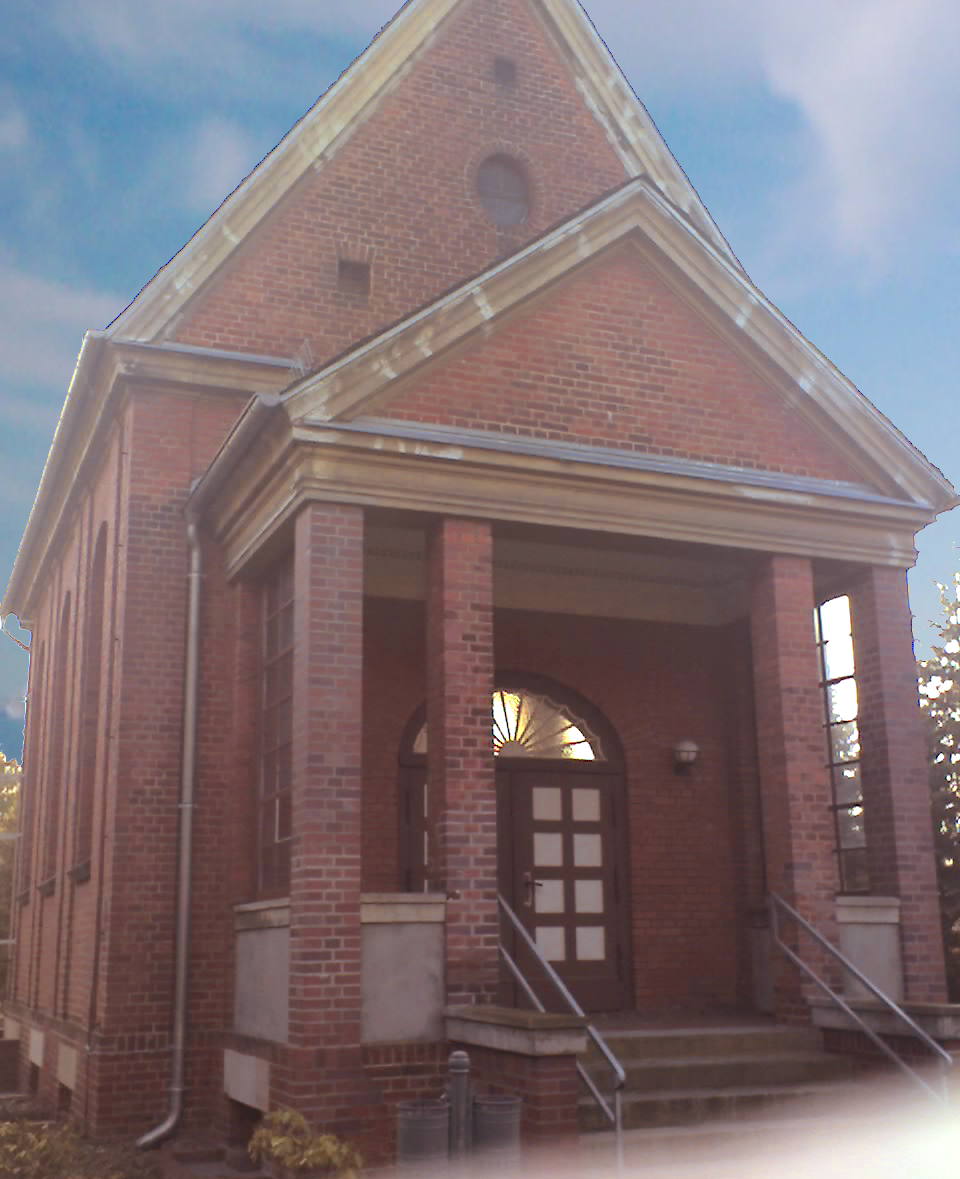
Gotisierende Feierhalle auf dem Friedhof V

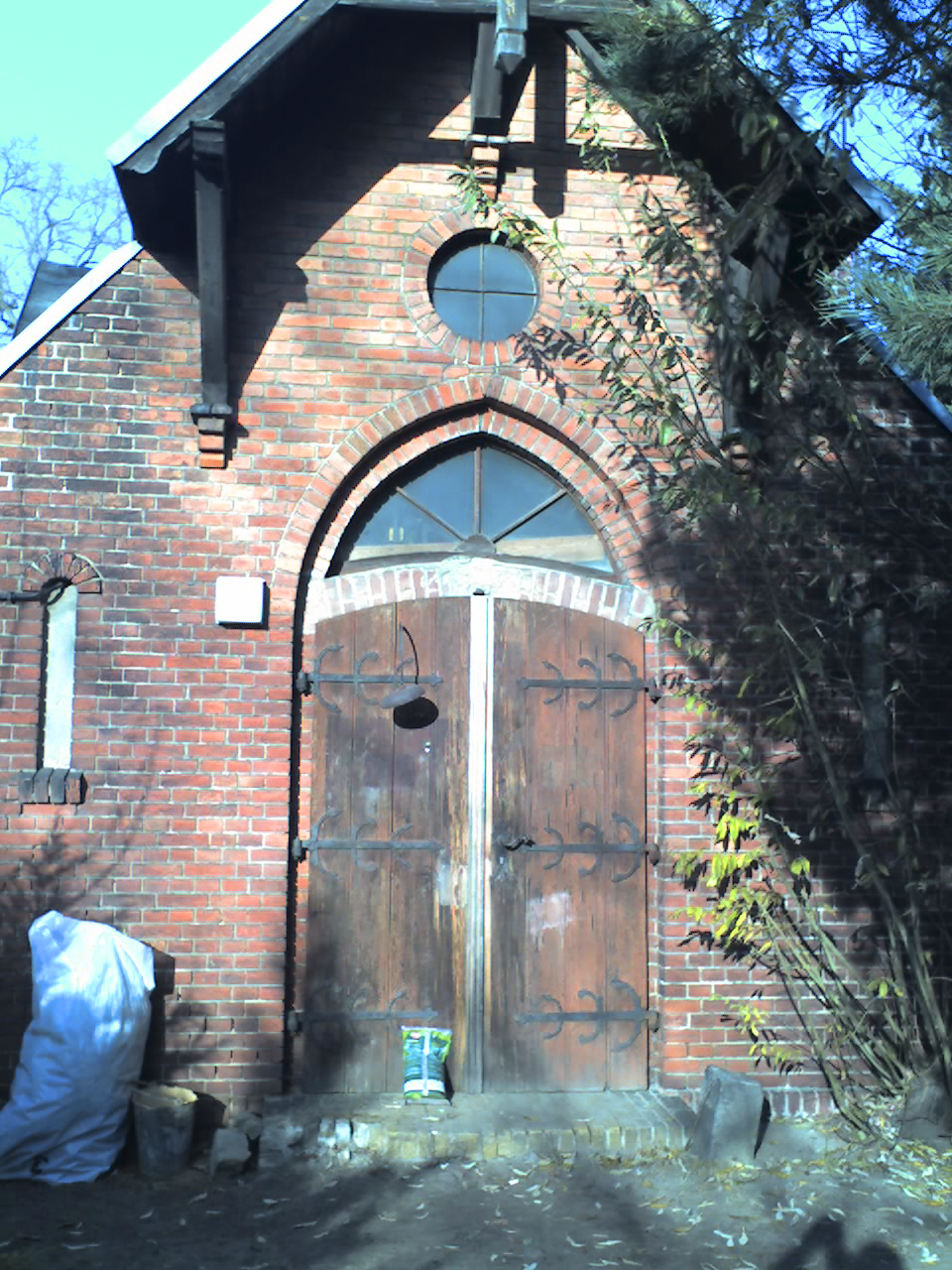
Vormalige Leichenhalle, heute Aufenthaltsraum der Friedhofsarbeiter

Königin Elisabeth Christine, die Gemahlin Friedrich II., ließ 1763 in der Schönholzer Heide eine Fläche mit Maulbeerbäumen bepflanzen, die der Aufzucht von Seidenraupen dienen sollten. In diesem Zusammenhang wurden zwölf Kolonistenfamilien angesiedelt, für die eine einklassige Schule sowie ein Friedhof mit einer kleinen Feierhalle erbaut wurde.
1909 erwarb die Gemeinde Niederschönhausen das umgebende Gelände an der Germanenstraße vom Fiskus zur Anlage eines zweiten Gemeindefriedhofes, da die Fläche des vorhandenen Friedhofs für die wachsende Bevölkerung der Gemeinde Niederschönhausen zu klein wurde.
Am 4. Oktober 1909 fand die erste Bestattung auf diesem Friedhof statt.

## Denkmalstatus
2000 wurde der Friedhof mit der Feier- und der Leichenhalle als Gesamtanlage in die Berliner Landesdenkmalliste eingetragen. Sehenswert ist die vormalige Leichenhalle, die im neugotischen Stil 1895 auf dem Friedhof Schönholz, im damaligen hinteren Teil, erbaut wurde. Sie diente später den Friedhofsgärtnern als Unterkunft. Vermutlich erst nach Schließung des Friedhofs ist es zu einem Brandschaden gekommen. Dieser kleine Bau wurde 1910 in zentraler Friedhofslage durch eine Feierhalle ergänzt. Ebenfalls mit gotisierenden Elementen versehen wurde dieses Gebäude im Jahre 2004 rekonstruiert und saniert. Durch die Schließung des Friedhofs wird die Feierhalle nicht mehr genutzt. Der Denkmalstatus erfordert es, das Bauwerk zu erhalten; so muss nach einer neuen Nutzungsmöglichkeit gesucht werden.

## Der Kriegsfriedhof
Als Friedhof für Schönholz gehört Pankow V zu den kleinen Friedhöfen im Altbezirk. Eine wesentliche Erweiterung als 5. Städtischer Friedhof in Pankow erfolgte wegen der Zunahme der Anzahl an Toten im Zweiten Weltkrieg. Im Zusammenhang mit der Einrichtung des Friedhofs VI auf dem Gelände der Schönholzer Heide wurde auch dieser Friedhof (V) nochmals erweitert. Durch die Auflösung von Park und Schloss Schönholz wurde trotz Protests der Anwohner die Fläche in die Tiefe des Parkes hinein vergrößert. Der Friedhof umfasste damit seine heutige Fläche von 17.845 m².
400 Meter nördlich auf der gegenüberliegenden Seite der Germanenstraße befindet sich vom Ende des Zweiten Weltkrieges das Sowjetische Ehrenmal Schönholz, in dem 13.000 Einzelgrabstätten von Gefallenen und Getöteten unter Dauernutzungsrecht stehen.

## Schließung 2007
Aufgrund des insgesamt sinkenden Flächenbedarfes auf Friedhöfen wurde der Friedhof V auf Beschluss der Bezirksverordnetenversammlung Pankow im August 2007 ohne Nachbeisetzungsrecht geschlossen. Nach Ablauf der gesetzlichen Ruhefrist aller Grabstellen von 20 Jahren und einer zehnjährigen Nachruhezeit kann die Fläche – nach bisherigem Stand – im Jahr 2037 wieder für den dahinterliegenden Park genutzt werden. Eine Nachbeisetzung für vorhandene Grabstellen ist auf diesem Friedhof nach BVV-Beschluss nicht möglich. Es wurde für diese Stellen nach Gesetzeslage auf dem Friedhof III das „Ersatznutzungsrecht“ eingeräumt, bei Wunsch auch auf anderen landeseigenen Pankower Friedhöfen.